# Nāḩiyat Binnish
Nāḩiyat Binnish (arabiska: ناحية بنش) är ett subdistrikt i Syrien.   Det ligger i provinsen Idlib, i den nordvästra delen av landet, 280 km norr om huvudstaden Damaskus.
Trakten runt Nāḩiyat Binnish består till största delen av jordbruksmark. Runt Nāḩiyat Binnish är det ganska tätbefolkat, med 179 invånare per kvadratkilometer.